# Institut Català del Voluntariat
L'Institut Català del Voluntariat (INCAVOL) va ser un organisme autònom de la Generalitat de Catalunya que va promoure el voluntariat i l'associacionisme entre els anys 1991 i 2004. Fou un organisme de referència tant dins el país com a fora, tant per la política de serveis a les entitats com per les dinàmiques que va propiciar de diàleg i consens dins el sector a partir de jornades i congressos. Er governa pel Consell rector del Voluntariat,en la qual les representants de les organitzacions només tenien un terç dels seients i l'administració hi era preponderant.
Ha organitzat dos Congressos (1995, 2005). Al primer de 1995 es va redactar la Carta del voluntariat de Catalunya sobre els drets i els deures, al segon de 2005 es va recopilar el Pla Nacional d'Associacionisme i Voluntariat. Aquesta carta va servir de base per una actualització el 2015.
De 1997 a 2006 va publicar el butlletí quinzenari A l'Abast.
Va ser dissolt nel marc d'una sèrie de mesures fiscals i administratives per reduir les dispeses públiques el setembre 2004. El patrimoni i el personal van ser transferits al Departament de Benestar i Família.

## Publicacions destacades
- El Servei civil. Institut Català del Voluntariat, 1997
- Congrés Europeu del Voluntariat.  Generalitat de Catalunya - Insitut Català del Voluntariat, 1998.: El llibre recull totes les ponències del congrés celebrat a Sitges del 10 al 12 de desembre de 1998.
- El Voluntariat en família: la família, un nou perfil de voluntariat.  Barcelona: Generalitat de Catalunya, Institut Català del Voluntariat, Fundació Pere Tarrés, 2003, p. 50.
- El voluntariat corporatiu: una oportunitat per a l'empresa a Catalunya (pdf), 2003, p. 40. Arxivat 2022-02-23 a Wayback Machine.